# Bangolan
Das Bangolan ist eine bantoide Sprache der Grasland-Sprachen, die in Kamerun gesprochen wird.
Die Sprache wird als Sprache betrachtet, die in Gefahr ist zu verschwinden, da ihre Sprecher immer mehr Französisch, die Amtssprache Kameruns, anstatt Bangolan sprechen.